# Onderprefectuur

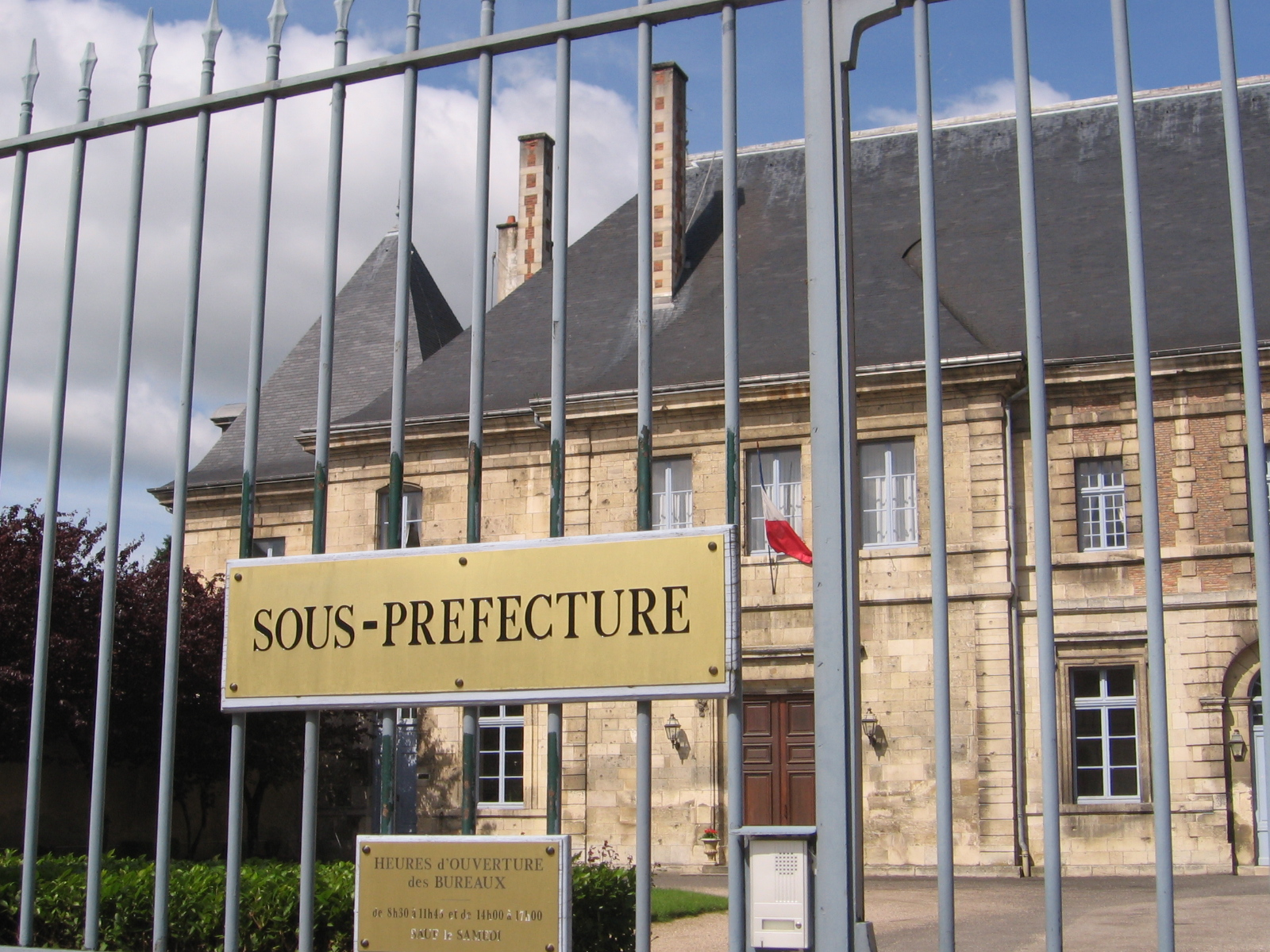
Gebouw van de sous-préfecture in Verdun

Een onderprefectuur is een bestuurlijke eenheid in Frankrijk, Ivoorkust, en delen van Brazilië. In Japan is het een secretariaat van een prefectuur.

## Frankrijk
In 'Frankrijk is een onderprefectuur (sous-préfecture) de naam voor de hoofdplaats van een arrondissement die zelf geen prefectuur is. Diensten van de onderprefect (sous-préfet) en het gebouw waar ze gevestigd zijn, worden eveneens onderprefectuur genoemd.
De onderprefect is een ambtenaar die aan het hoofd staat van een arrondissement, waar geen prefectuur is. Hij is de gedelegeerde van de prefect, die in het departement het centraal gezag vertegenwoordigt. In een arrondissement met een prefectuur wordt de taak van onderprefect uitgeoefend door de secretaris-generaal van de prefectuur; de plaatsvervanger van de prefect.
Het systeem van prefecturen en onderprefecturen is in 1800 door eerste consul Napoleon Bonaparte ingevoerd. In 1926 werden per decreet 106 onderprefecturen opgeheven en 2 nieuwe gecreëerd. In de huidige tijd zijn er vragen naar het nut en het voortbestaan van deze instelling.

## Brazilië
In Brazilië zijn grote steden als São Paulo en Rio de Janeiro ingedeeld in onderprefecturen (subprefeituras). Dat komt omdat "prefect"
(prefeito) er de naam is voor een burgemeester.

## Ivoorkust
De 108 departementen van Ivoorkust zijn onderverdeeld in 509 sous-préfectures.

## Japan
Sommige Japanse prefecturen worden onderverdeeld in meerdere shichō (支庁), wat vertaald kan worden als "subprefectuur" of "onderprefectuur". Doorgaans bestaat een subprefectuur uit enkele tot meerdere steden, gemeenten en dorpen. Subprefecturen werden voornamelijk opgericht in geografisch afgelegen gebieden, om betere prefecturale diensten te verlenen aan de burger. De subprefectuur wordt niet vermeld in het Japanse adressysteem. Aangezien de subprefecturen slechts secretariaten zijn van de prefecturen, is hun werking bij het algemene publiek eerder onbekend. Alleen op Hokkaido en in de prefectuur Tokio zijn ze omwille van historische redenen beter bekend. Alle prefecturen hebben het recht om subprefecturen op te richten.